# Кошта, Педру
Пе́дру Ко́шта (порт. Pedro Costa, 3 марта 1959, Лиссабон) — португальский кинорежиссёр, кинооператор, сценарист.

## Биография
Сын журналиста, телевизионного режиссёра. Изучал историю в Лиссабонском университете, перешёл в Высшую школу театра и кино, которую и окончил. Несколько лет работал ассистентом режиссёра. Дебютировал фильмом Кровь (1989)

## Творческая манера
Герои его минималистских картин, близких к документальному кино, — маргиналы и иммигранты бедных кварталов Лиссабона в тяжёлых повседневных ситуациях.

## Общественная позиция
В декабре 2023 года вместе с 50 другими кинематографистами Кошта подписал открытое письмо, опубликованное в издании Libération, с требованием прекращения огня и гибели мирных жителей во время израильского вторжения в сектор Газа в 2023 году, а также создания гуманитарного коридора для гуманитарных перевозок и освобождения заложников.

## Фильмография
- O Sangue / Кровь (1989)
- Casa de Lava / Мир внизу (1995, специальная премия МКФ в Фессалониках)
- Ossos / Кости (1997, номинация на Золотого льва Венецианского МКФ)
- No Quarto da Vanda / В комнате Ванды (2000, три премии МКФ в Локарно, премия France Culture лучшему зарубежному кинорежиссёру)
- Danièle Huillet/Jean-Marie Straub: Où gît votre sourire enfoui? / Даниэль Юйе, Жан-Мари Штрауб, куда подевалась ваша улыбка? (2001)
- Juventude em Marcha / Молодость на марше (2006, номинация на Золотую пальмовую ветвь Каннского МКФ, премия ассоциации кинокритиков Лос-Анджелеса)
- Memories (2007, коллективный проект вместе с Харуном Фароки и Эженом Грином)
- O Estado do Mundo (2007, коллективный проект)
- Ne change rien (2009, документальный, о концертах Жанны Балибар)
- Centro Histórico / Исторический центр (2012, коллективный проект)
- Cavalo Dinheiro / Лошадь Динейру (2014)